# جون سميث (سياسي بريطاني)
جون سميث (بالإنجليزية: John Smith)‏ هو مصرفي وسياسي بريطاني (وحمل سابقاً جنسية المملكة المتحدة لبريطانيا العظمى وأيرلندا)، ولد في 3 أبريل 1923، وتوفي في 28 فبراير 2007. حزبياً، نشط في حزب المحافظين. في الانتخابات الفرعية في مجلس العموم البريطاني ‏، انتخب عضو البرلمان الثالث والأربعون للمملكة المتحدة عن دائرة مدن لندن ووستمنستر (4 نوفمبر 1965 – 10 مارس 1966) وفي الانتخابات العامة في المملكة المتحدة 1966 ‏، انتخب عضو البرلمان الرابع والأربعون للمملكة المتحدة عن دائرة مدن لندن ووستمنستر (31 مارس 1966 – 29 مايو 1970).